# Els Moors

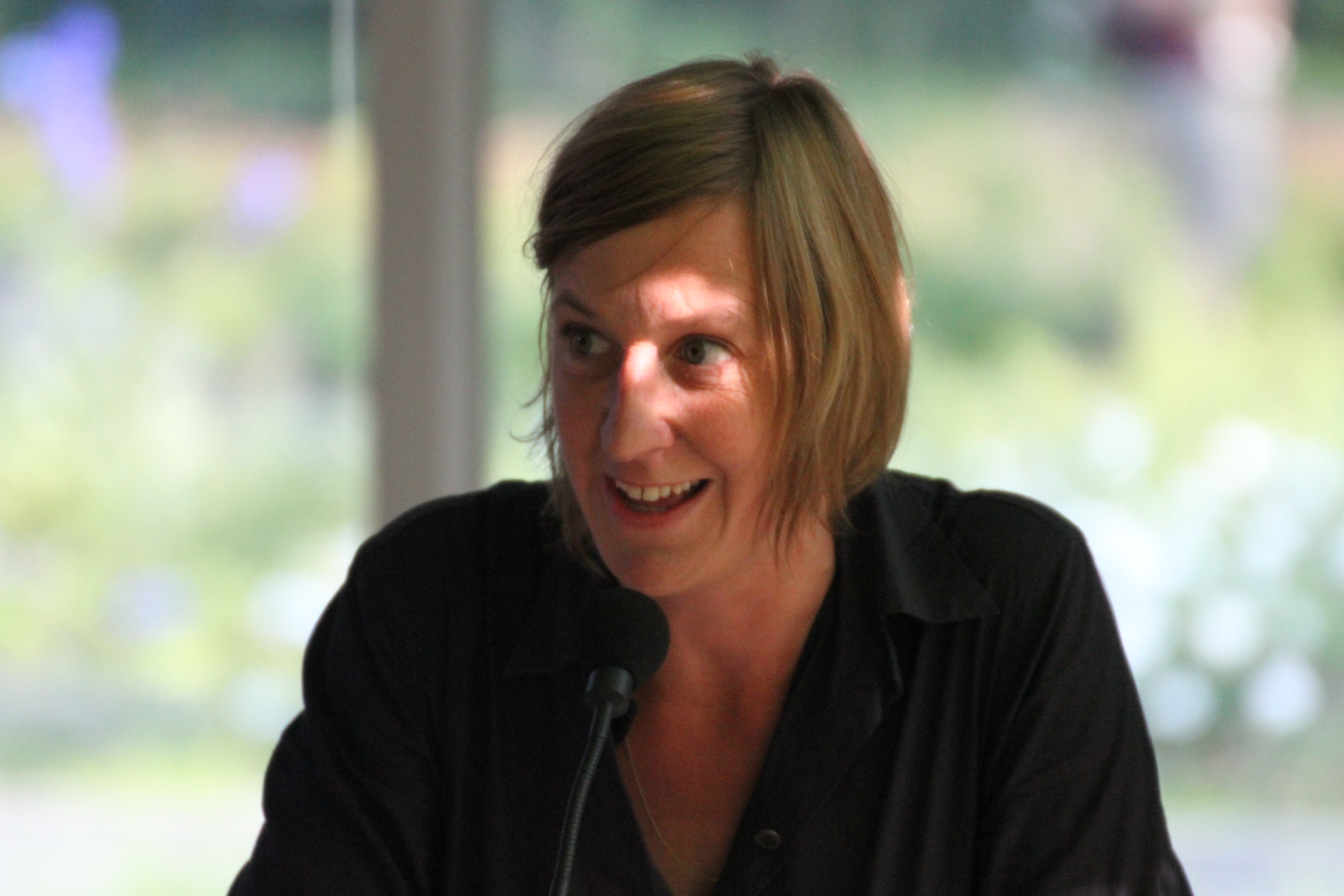
Els Moors bei einer Lesung auf dem Poesiefestival Berlin 2016

Els Moors (geboren 1976 in Poperinge) ist eine belgische Autorin, die auf Niederländisch schreibt. Sie ist vor allem für ihre Lyrik bekannt.

## Leben und Werk
Els Moors studierte an der Universität Gent Englisch und Deutsch und an der Gerrit Rietveld Academie Text und Bild. Sie veröffentlichte 2006 ihren ersten Gedichtband Er hangt een hoge lucht boven ons (dt.: Ein hoher Himmel wölbt sich über uns), der mit dem Herman de Coninckprijs ausgezeichnet wurde. In der Folge veröffentlichte sie 2008 einen Roman mit dem Titel Het verlangen naar een eiland und 2010 einen Sammelband mit Prosa, Vliegtijd. Ihr zweiter Gedichtband erschien 2013, er heißt Liederen van een kapseizend paard. Er wurde 2016 ebenfalls für den Herman de Coninckprijs nominiert. 2016 erschien ihr erster Gedichtband auf Deutsch bei Brüterich Press unter dem Titel Lieder vom Pferd über Bord. Das Buch enthält die Texte der beiden flämischen Bände, die von Christian Filips ins Deutsche übertragen wurden.